# Youri Kaïourov
 (décembre 2024).
Iouri Ivanovitch Kaïourov (Юрий Иванович Каю́ров), né le 30 septembre 1927 à Tcherepovets, est un acteur russe et soviétique de théâtre et de cinéma, artiste du peuple de la RSFSR en 1970, lauréat de deux prix d'État de l'URSS (1978 et 1983) et du prix Stanislavski en 1984.

## Biographie
Il naît à Tcherepovets, plus tard sa famille déménage à Tikhvine. Son père, Ivan Dmitrievitch Kaïourov, est arrêté pendant les Grandes Purges staliniennes en 1937 et libéré en 1939. Au début de la Grande Guerre patriotique, il envoie sa famille se réfugier dans un village près de Belozersk où il a des racines, et entre dans la milice populaire; il est tué en décembre 1941 en défendant Tikhvine.
N'ayant pas terminé ses études secondaires, Iouri Kaïourov entre dans une école professionnelle qui est évacuée de Belozersk à Vologda. En 1944, il est diplômé de l'école en tant que tourneur de 5e catégorie et envoyé à l'usine navale Voulkan de Léningrad. Plus tard, il postule à l'école préparatoire de l'aviation navale de Kouibychev, a été accepté, mais n'a pas réussi à se rendre au front. Kaïourov termine son service militaire dans la flotte à Léningrad comme mitrailleur à bord du croiseur Aurore.
Il s'intéresse au théâtre pendant son service dans l'atelier dirigé par Vassili Merkouriev et sa femme Irina Meyerhold. Il est démobilisé en 1949 et entre à l'Institut d'art dramatique Ostrovski de Léningrad, directement en deuxième année. Il étudie auprès d'Elizaveta Thieme et Nikolaï Serebriakov. Après ses études il est invité au Théâtre dramatique de Saratov où il demeure pendant quinze ans. Il se fait notamment applaudir dans le rôle de Neznamov de la pièce d'Ostrovski, Innocents coupables et de Karandychev dans La Fille sans dot du même auteur, de Marat dans la pièce d'Arbouzov, Mon pauvre Marat, d'Alexis dans La Tragédie optimiste de Vichnevski, de Tchassovnikov dans Océan de Stein; il apprécie le metteur en scène et directeur du théâtre de l'époque, Nikolaï Bondarev.
Kaïourov débute au cinéma en 1961 dans le rôle du jeune Lénine dans le film Au début du siècle ; il interprète plus tard encore Lénine dans le film de Karassik, Le 6 juillet et dans le film de Ioutkevitch, Lénine à Paris, grâce auquel il reçoit en 1983 le prix d'État de l'URSS. Auparavant il avait déjà joué Lénine dans le film télévisé, À travers la brume glacée en 1965, et il reprend ce rôle au Théâtre Maly de Moscou. Au total, Kaïourov bat le record des interprétations de Lénine au cinéma, puisqu'il joue ce rôle dans 18 films à différents âges de sa vie !
Il est engagé dans la troupe du Théâtre Maly en 1967 dans le rôle de Lénine dans la pièce John Reed, puis il interprète des rôles du répertoire classique, surtout les pièces d'Ostrovski, de Tchékhov et de Gorki. Parmi ses meilleurs rôles, l'on peut distinguer Safonov dans Les Gens russes de Simonov et Polonius dans Le Meurtre de Gonzague de Iordanov. L'acteur poursuit tout le reste de sa carrière dans ce théâtre.
Iouri Kaïourov est membre effectif de l'Académie des sciences et des arts.

## Famille
- Père : Ivan Dmitrievitch Kaïourov (1896-1941).
- Mère : Olga Alexeïevna Kaïourova (1900-1977).
- Épouse : Valentina Leonidovna Kaïourova (1928-2005), médecin stomatologue.
- Fils : Leonid Iourievitch Kaïourov (né en 1956), diacre de l'Église orthodoxe russe, après avoir été acteur de théâtre et de cinéma.

## Carrière

### Quelques rôles au théâtre

#### Théâtre dramatique de Saratov
- 1962: Quatre sous un même toit de M. Smirnov, Serioja Razoumov, aspirant
- Des années d'errance d'Arbouzov, Vedernikov
- Mon pauvre Marat d'Arbouzov, Marat
- La Tragédie optimiste de Vichnevski, Alexis
- Océan d'Alexandre Stein, Tchassovnikov
- Innocents coupables d'Ostrovski, Neznamov
- La Fille sans dot d'Ostrovski, Karandychev
- Les Zykov de Gorki, Mikhaïl Zykov
- Dans la vieille Moscou, Nikolaï

#### Théâtre Maly
- 1967: John Reed d'Evgueni Simonov, Lénine
- 1969: L'Argent fou d'Ostrovski, Savva Guennaditch Vassilkov[3],[4]
- 1975: Les Gens russes de Constantin Simonov, Ivan Nikititch Safonov
- 1981: Foma Gordeïev de Maxime Gorki, Maïakine
- 1985: Les Zykov de Maxime Gorki, Antipa Zykov
- 1991: Le Meurtre de Gonzague, de Iordanov, Polonius
- 1996: Oncle Vania de Tchékhov, Serebriakov
- 1998: La Cerisaie, de Tchékhov, Firs
- 2001: Ivanov de Tchékhov, Chabelski
- 2010: Le Songe de l'héroïne de Galine, Choubine

### Télévision
- La Cerisaie de Tchékhov, Lopakhine

### Filmographie partielle
- 1961 : Au début du siècle (В начале века) : Lénine
- 1964 : Un sac plein de cœurs (Сумка, полная сердец) : Liochka Likhodeïev
- 1965 : À travers la brume glacée (Сквозь ледяную мглу) : Lénine
- 1968 : Le Matin : Lénine
- 1968 : Six juillet (Шестое июля) de Youli Karassik :  Lénine
- 1969 : Romance postale (Почтовый роман) : Lénine
- 1970 : Le Carillon du Kremlin (Кремлёвские куранты) : Lénine
- 1971 : Longs Adieux (Долгие проводы) : Nikolaï Sergueïevitch
- 1975 : L'Expédition perdue (Пропавшая экспедиция) : Voljine
- 1976 : Le Pont de feu (Огненный мост) : Khomoutov
- 1976 : La Rivière dorée (Золотая речка) : Voljine
- 1976 : Les Veuves: Krotov
- 1978 : Le Maréchal de la révolution (Маршал революции): Lénine
- 1980 : La Neige blanche de Russie (Белый снег России) : Krylenko
- 1981 : Lénine à Paris : Lénine
- 1986 : Ici Moscou! (Говорит Москва) : Troïtski
- 2000 : Les Romanov : Une famille couronnée : le général Alexeïev
- 2001 : Les Clefs de la mort (Ключи от смерти) : Piroumov